# 保釋
保釋（英語：bail），中國大陸稱取保候審，是指犯罪嫌疑人被拘捕或裁定羁押後，在司法程序完成前，繳納一定保證金或接受特定的条件來獲得暫時釋放的法律程序。其目的為防止犯罪嫌疑人逃跑，以保证刑事诉讼能顺利地进行。若犯罪嫌疑人或被告人配合相关机关的工作正常到案，则返还保证金。

## 中国大陆
《中華人民共和國刑事诉讼法》中規定的“取保候审”，是指侦查、起诉和审判机关在刑事诉讼过程中，对被刑事追诉且可不被刑事羁押之犯罪嫌疑人（刑事案被告人），为防止其逃避侦查、起诉和审判，责令其提出保证人或交纳保证金，并出具保证书，以保证随传随到的一种刑事强制措施。取保候审的期限为一年。被取保候审人未经取保候审机关批准，不许离开居住地所在的区县。

### 適用對象
- 人民法院、人民检察院和公安机关对有下列情形之一的犯罪嫌疑人、被告人，可以取保候审：[3]

1. 可能判处管制、拘役或者独立适用附加刑的；
2. 可能判处有期徒刑以上刑罚，采取取保候审不致发生社会危险性的；
3. 患有严重疾病、生活不能自理，怀孕或者正在哺乳自己婴儿的妇女，采取取保候审不致发生社会危险性的；
4. 羁押期限届满，案件尚未办结，需要采取取保候审的。

取保候审、监视居住由公安机关执行。

### 申請取保候审
- 被羁押的犯罪嫌疑人、被告人及其法定代理人、近亲属有权申请取保候审。[4]
- 刑事案件从侦查机关移送检察机关审查起诉，或者从检察机关移送人民法院提起诉讼，已经取保候审的，需要分别由检察机关、人民法院重新作出是否取保候审的决定并履行相关手续。
- 对于由检察机关反贪局、渎侦局负责侦查办案的职务犯罪嫌疑人，如果已经取保候审，在移送同一家检察院公诉部门审查起诉，可不重新办理取保候审手续。
- 人民法院对取保候审的报告人，如果要判处实刑，可在审判前或者宣判前由人民法院院长决定执行逮捕。

### 取保候审條件
- 被取保候审的犯罪嫌疑人、被告人应当遵守以下规定：[5]

1. 未经执行机关批准不得离开所居住的市、县；
2. 住址、工作单位和联系方式发生变动的，在二十四小时以内向执行机关报告；
3. 在传讯的时候及时到案；
4. 不得以任何形式干扰证人作证；
5. 不得毁灭、伪造证据或者串供。

- 人民法院、人民检察院和公安机关可以根据案件情况，责令被取保候审的犯罪嫌疑人、被告人遵守以下一项或者多项规定：

1. 不得进入特定的场所；
2. 不得与特定的人员会见或者通信；
3. 不得从事特定的活动；
4. 将护照等出入境证件、驾驶证件交执行机关保存。

### 違反取保候审條件
若違反取保候审規定，已交纳保证金的，没收部分或者全部保证金，并且区别情形，责令犯罪嫌疑人、被告人具结悔过，重新交纳保证金、提出保证人，或者监视居住、予以逮捕。

### 發還保证金
若沒有違反保釋規定，取保候审结束时，犯罪嫌疑人、被告人可凭解除取保候审的通知或者有关法律文书到银行领取退还的保证金。

## 台湾
在中華民國的刑事訴訟程序中，具保就是命一定之人提出保證書或指定相當之保證金額而代替羈押，暫時恢復犯罪嫌疑人或被告的自由。
《刑事诉讼法》中規定被告及得為其輔佐人之人或辯護人，得隨時具保，向法院聲請停止羈押。
許可停止羈押之聲請者，應於接受保證書或保證金後，停止羈押，將被告釋放。

### 保釋條件
- 法院許可停止羈押時，得命被告應遵守下列事項︰[10]

1. 定期向法院或檢察官報到。
2. 不得對被害人、證人、鑑定人、辦理本案偵查、審判之公務員或其配偶、直系血親、三親等內之旁系血親、二親等內之姻親、家長、家屬之身體或財產實施危害或恐嚇之行為。
3. 因第114條第3款之情形停止羈押者，除維持日常生活及職業所必需者外，未經法院或檢察官許可，不得從事與治療目的顯然無關之活動。
4. 其他經法院認為適當之事項。

### 發還保證金
- 被告受無罪、免訴、免刑、緩刑、罰金或易以訓誡、不受理判決確定，可以請求發還保證金[11]
- 被告若被法院判決有罪則須等到判決執行後，才能發還保證金。（臺灣高等法院94年度抗字第227號刑事裁定參照）

### 沒收保證金
具保之被告逃匿者，應命具保人繳納指定之保證金額，並沒入之。不繳納者，強制執行。保證金已繳納者，沒入之。前項規定，於檢察官依第93條第3項但書及第228條第3項命具保者，準用之。

## 香港
在香港，保釋可分兩種，分別是被捕後的警察保釋及被移送後的法庭保釋。

### 准予保释的机关

#### 警察保釋
當涉案者被香港警察拘捕後，警方應在48小時內儘快將被拘捕人落案，並移交裁判法院（Magistrates' Court）提訊。如警方認為有繼續調查的必要才能決定是否有足夠證據把案件移送法院起訴，可批准被告保釋，並要求被告定期返回警署，或直接到法庭應訊。
根據香港法例第232章《警隊條例》第52(1)條的規定「除非該人員覺得所涉及的罪行性質嚴重或合理地認為應將該人扣留，否則該人員在該人有擔保人或無擔保人的情況下以合理款額擔保，以保證該人在擔保書上指定的時間地點到裁判官席前應訊，或保證該人為接受送達一項逮捕及扣留令或為獲得釋放而報到，然後釋放該人，亦屬合法。」

#### 法庭保釋
當在警署申請保釋失敗或未能在警署獲得保釋，被捕人會在被拘留的48小時內被移送裁判法院提訊。
根據《刑事訴訟程序條例》規定，被控人可以在裁判法院首次聆訊時向裁判法官申請保釋
- 法庭在下列情況中須命令被控人獲准保釋，不論被控人是否已被交付審訊

1. 他在就他所被控的罪行而進行的法律程序的過程中出現或被帶到法庭席前，或與該等法律程序相關而出現或被帶到法庭席前；或
2. 他在某法庭席前被控而他向該法庭申請准予保釋；或
3. 他根據第9J條向法官申請准予保釋。

- 法庭如覺得有實質理由相信被控人會有下列行為，則無須准予被控人保釋[17]

1. 不按照法庭的指定歸押；或
2. 在保釋期間犯罪；或
3. 干擾證人或破壞或妨礙司法公正。

- 法庭決定是否批准被控人保釋時，可顧及的因素[18]

1. 指稱罪行的性質及嚴重性，以及一旦定罪時，相當可能處置被控人的方式
2. 被控人的行為、態度及操守
3. 被控人的背景、交往、工作、職業、家庭環境、社會聯繫及財務狀況
4. 被控人的健康、身體和精神狀況及年齡
5. 被控人以往任何獲准保釋的歷史；
6. 被控人的品格、經歷及以往定罪(如有的話)；
7. 被控人犯被指稱罪行的證據的性質及分量；
8. 法庭覺得有關聯的任何其他事宜。

- 法庭如覺得為以下原因被控人應予羈留扣押，則無須准予保釋[19]

1. 被控人已屆18歲，而羈留扣押是為保障他本人；
2. 被控人未屆18歲，而羈留扣押是為保障他本人、他本人的安全或福利
3. 為決定被控人應否獲准保釋的問題而作進一步查訊。

如裁判法官拒絕其保釋申請，被控人可再向高等法院原訟庭法官申請保釋。

### 关于保釋的法律援助
被控人可透過其私人律師申請保釋，或向裁判法院申請當值律師服務，以當值律師律師代表其申請保釋。
若被控人“獲准保釋”或“准予保釋”(admitted to bail)，法庭將承諾在指定的日期歸押而將該人從羈留中釋放。

#### 保釋條件
法庭可訂立所需的保釋條件，以確保獲准保釋的人不會
1. 不按照法庭的指定歸押
2. 在保釋期間犯罪
3. 干擾證人或破壞或妨礙司法公正。

法官可規定獲准保釋的人
- 須向法庭交出任何護照或旅行證件
- 不得離開香港
- 不准離境
- 須向法庭所指明的警署或廉政公署辦事處報到
- 須於指明的地址居住並於法庭所指明的時間逗留在其內
- 不得進入法庭所指明的任何地方或處所
- 不得進入法庭所指明的任何地方或處所某一距離的範圍內
- 不得直接或間接與法庭所指明的任何人接觸
- 或任何代表他的人或他本人連同任何代表他的人，須將一筆法庭規定的合理款項存放於法院，但此舉目的只可是為確保獲准保釋的人會按照法庭的指定歸押。

### 違反保釋條件
根据《刑事诉讼程序条例》，获准保释的人如无合理因由而没有按照法庭的指定归押，即屬犯罪（棄保潛逃）。
法庭可對違反保釋條件的人下令沒收其保證金。
若被控人违反其保释条件，或警察有合理根据相信其很可能会违反保释条件时，可以无证逮捕，在 24 小时内带至法院，由法院重新考虑保释或羈押。